# Fudžian (letalonosilka)
Fudžian (18; kitajsko: 福建舰; pinjin: Fújiàn Jiàn) je kitajska letalonosilka, splavljena 17. junija 2022 za Kitajsko vojno mornarico (PLAN).
Za razliko od predhodnih kitajskih letalonosilk, ki so uporabljale smučarsko skakalnico za vzlet letal, bo Fudžian uporabljal katapulte. Pričakovano je, da bo Fudžian uporabljal parne katapulte, vendar je leta 2013 kitajski admiral Jin Žuo dejal, da bo naslednja kitajska etalonosilka uporabljala elektromagnetne katapulte.
Leta 2021 so analitiki sporočili, da bo tretja kitajska letalonosilka uporabljala palubne lovce Šenjang J-15B, s CATOBAR zmožnostmi, avioniko pete generacije in AESA radarji.